# Universidade Federal do ABC
A Universidade Federal do ABC (UFABC) é uma instituição pública federal de ensino superior no ABC Paulista. Ocupa o 1° lugar entre as universidades brasileiras no Ranking SCImago nos quesitos “Excelência em Pesquisa”, “Publicações de alta qualidade” e “Impacto normalizado das suas publicações”. Foi avaliada pelo Índice Geral de Cursos (IGC) do MEC como a melhor universidade do Estado de São Paulo, sendo avaliada como a 1ª no ranking de cursos de graduação entre todas as universidades do Brasil. O IGC leva em consideração em sua avaliação fatores como infraestrutura, corpo docente, e nota dos formandos no ENADE. Ocupa o 1º lugar entre as universidades brasileiras no quesito "Internacionalização" no Ranking Universitário Folha 2019.
O presidente da comissão que formulou a proposta da universidade, Luiz Bevilacqua, que veio a ser seu segundo reitor, alegou que ela permitirá que seus alunos sejam criativos e ousados.
A UFABC é a única universidade federal brasileira com 100% de professores doutores e a segunda universidade brasileira (federal ou não) nesse quesito (precedida pela UENF). Durante os anos 2010 e 2011, foi a única universidade brasileira com fator de impacto médio em publicações científicas acima da média mundial segundo a SCImago Institutions Rankings.

## História e Expansão

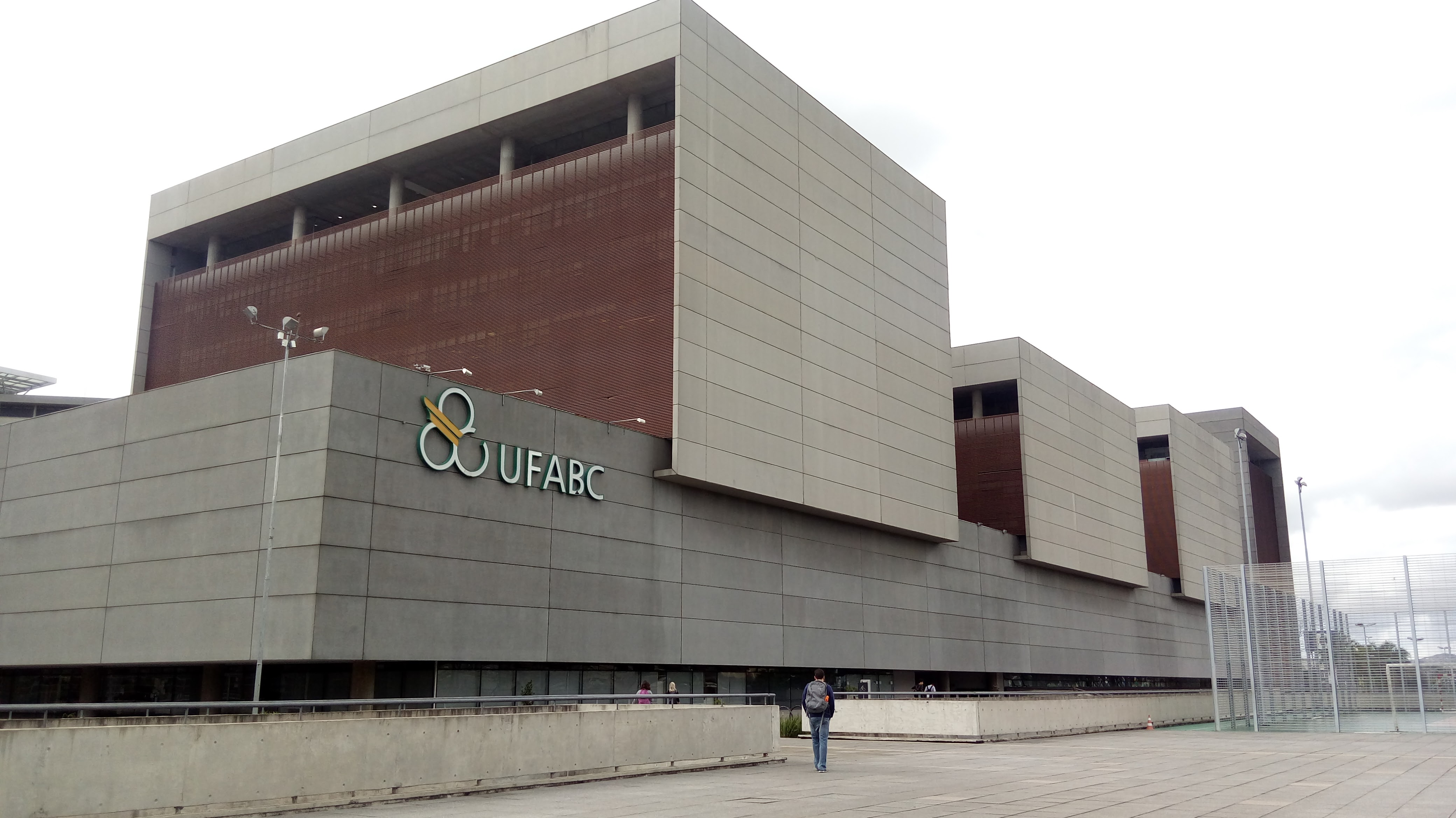
Fachada do Campus Santo André da UFABC.

No ano de 2004, o Ministério da Educação encaminhou ao Congresso Nacional o Projeto de Lei 3.962/2004, que previa a criação da Fundação Universidade Federal do ABC. Essa lei foi sancionada pelo Presidente da República Luiz Inácio Lula da Silva e publicada no Diário Oficial da União de 27 de julho de 2005, sob o nº 11.145 e datada de 26 de julho de 2005.
A UFABC tem como objetivo a integração de vários campi na região do Grande ABC. Os campi atuais estão sediados nos municípios de Santo André (sede) e em São Bernardo do Campo.

### Reitores
O primeiro reitor da UFABC foi o ex-reitor da UNICAMP, professor Hermano Tavares (Ph.D. em Automação pela Université de Toulouse), cujo mandato durou de 2005 até 2007.
Tavares foi sucedido pelo ex-presidente da Agência Espacial Brasileira, professor Luiz Bevilacqua (Ph.D. em Mecânica Aplicada pela Stanford University e Grã-Cruz da Ordem Nacional do Mérito Científico), que fora seu vice-reitor e presidira a comissão de implantação da universidade.
Por questões de saúde, Bevilacqua deixou o cargo em meados de 2008, sendo sucedido, pro tempore, pelo ex-presidente da Sociedade Brasileira de Física, o professor Adalberto Fazzio (Ph.D. em Energias Renováveis pela National Renewable Energy Laboratory e Grã-Cruz da Ordem Nacional do Mérito Científico).
Em janeiro de 2010 o presidente Lula nomeou o ex-pró-reitor de pesquisa da UNICAMP e Professor Titular da USP, o professor Helio Waldman (Ph.D. em Engenharia Elétrica pela Stanford University e Comendador da Ordem Nacional do Mérito Científico) para exercer o cargo de reitor da UFABC nos quatro anos seguintes. O professor Waldman havia obtido a preferência unânime do Colégio Eleitoral na composição da lista tríplice e venceu a Consulta à Comunidade, obtendo a maioria dos votos em todas as categorias de votantes (alunos, docentes e técnicos administrativos).

### Repercussão
Desde a sua criação a UFABC vem chamando a atenção da mídia e de outras instituições de ensino e pesquisa do Brasil e do mundo pelo seu projeto pedagógico inovador e de vanguarda, algumas das citações ao seu projeto são referenciadas abaixo:
- O jornal francês Le Monde publicou artigo em que destaca os volumosos recursos financeiros aportados à universidade.[23]
- Em artigo ao mexicano Gnoseogénesis o professor José Luis Morán López da Universidad Nacional Autónoma de México destaca a grata surpresa da criação da UFABC e o seu projeto interdisciplinar criado por 25 dos mais prestigiados cientistas brasileiros.[24]
- O portal da Universidade Metodista de São Paulo publicou artigo sobre a inauguração de um dos blocos da UFABC feita pelo então presidente da república Luiz Inácio Lula da Silva onde este comenta sobre a meta de deixar a UFABC entre as 100 melhores universidades do mundo à frente, por exemplo, da USP que estava na 138º posição entre as melhores universidades do mundo.[25]
- Em artigo ao Portal Luis Nassif os então reitor e vice-reitor Adalberto Fazzio (Professor Titular/ USP) e Armando Z. Milioni (Professor Associado/ ITA) destacam os seis eixos interdisciplinares da UFABC e o fato de menos de 50% das matérias que compõe a grade estudantil serem obrigatórias.[26]
- Durante a apresentação do seminário "Interdisciplinaridade", ocorrido em abril de 2009, o professor da Universidade Federal de Minas Gerais (UFMG), Alaor Chaves, comentou que ele considera a UFABC como o projeto interdisciplinar mais avançado no Brasil e no mundo.[27]
- Em apresentação ao Centro de Física do Porto (Portugal) o professor Dr. Daniel Zanetti de Florio cita o fato da UFABC ter um projeto pedagógico inovador baseado na Declaração de Bolonha.[28]
- Em artigo do então pró-reitor de pesquisa Helio Waldman o jornal Diário do Grande ABC comenta o fato da recém criada UFABC nascer em um estágio avançado para o século XX e ter alcançado em poucos anos um desenvolvimento em pesquisa que universidades como a USP e a UNICAMP, por exemplo, levaram décadas para construir. O artigo é construído a partir do resultado de edital do CNPq que projeta a UFABC no primeiro time das universidades brasileiras em Nanotecnologia.[29]
- Artigo publicado no Diário do Grande ABC pelo professor Armando Zeferino Milioni (ITA) comenta a criação dos cursos de Mestrado e Doutorado da UFABC e se destaca o seu corpo docente excepcionalmente qualificado.[30]
- Em edição especial sobre a educação brasileira, o jornal britânico The Guardian publica artigo destacando a UFABC pela inovação curricular, resultados em pesquisa, internacionalização e esforços em inclusão social.[31]

## Ensino de Graduação

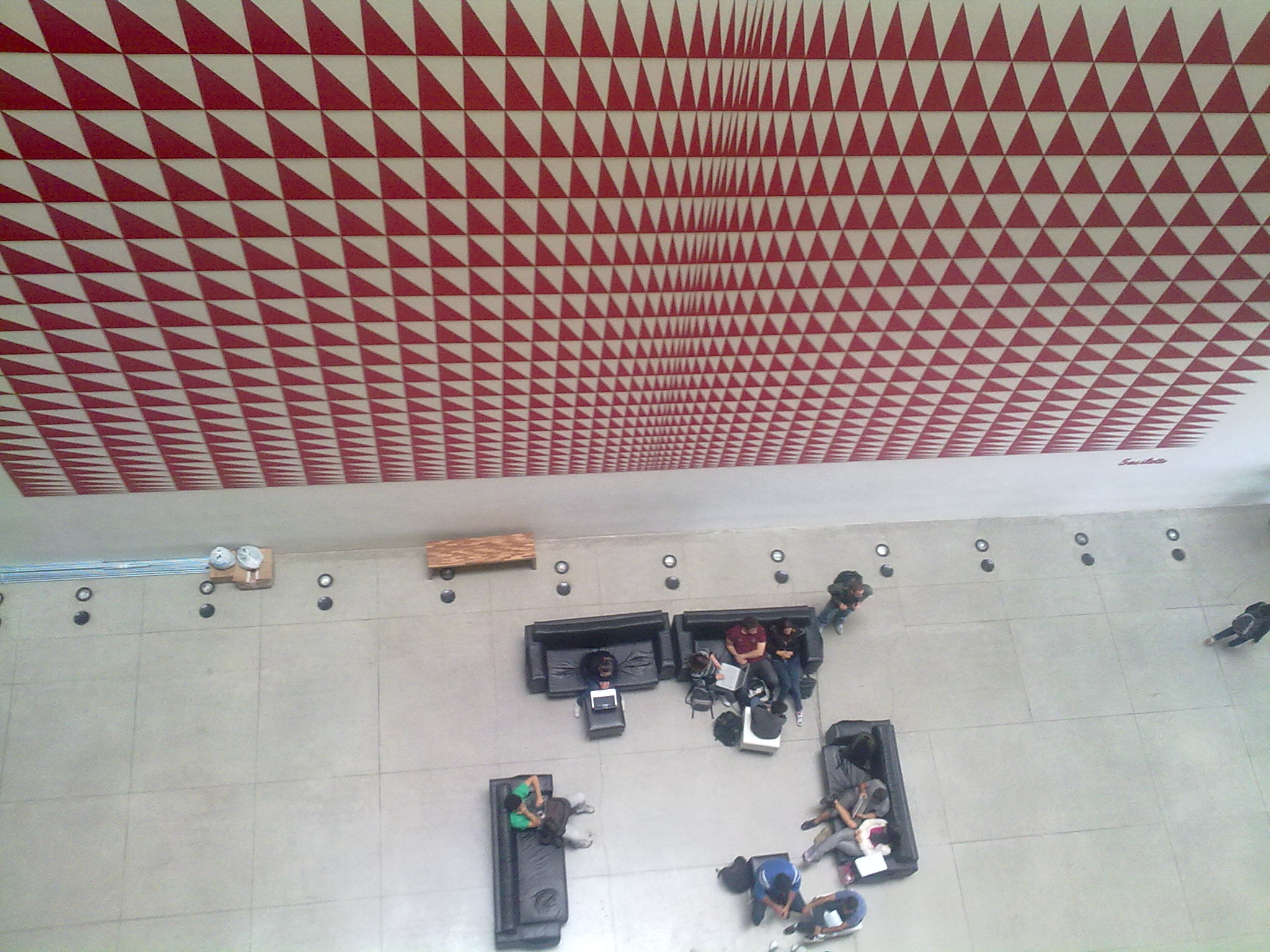
Vista do átrio do Bloco B da UFABC.

Os bacharelados interdisciplinares da UFABC se desenvolvem em formato de quadrimestres, nos quais os alunos matriculados estudam 3 quadrimestres (3 períodos de 4 meses) ao ano, este formato permite aos alunos cursarem 50% mais disciplinas do que os alunos que cursam as demais instituições de ensino superior do país, onde o formato semestral (2 períodos de 6 meses) é o mais adotado. As férias acadêmicas intercalando os quadrimestres são planejadas de maneira a não permitir que as disciplinas cursadas pelos alunos no quadrimestre deixem a desejar em conteúdo e aprofundamento àquelas disciplinas oferecidas pelas demais instituições de ensino superior em seus semestres.
Depois de cumprir o ciclo básico, o aluno terá pela frente diversas opções: ele poderá buscar o mercado de trabalho com o diploma de bacharel em Ciência e Tecnologia (ou em Ciência e Humanidades), ou poderá continuar na universidade e cursar mais um ou dois anos em bacharelados ou licenciaturas específicos, além de oito diversas modalidades de engenharia. Também há a possibilidade de realizar um mestrado e de se transferir para cursos de formação superior em outras instituições nacionais e internacionais.
O egresso dos bacharelados interdisciplinares da universidade pode ingressar em uma das 21 opções de cursos de graduação conforme sua formação básica, divididos em bacharelados e licenciaturas.
A UFABC foi uma das primeiras instituições de ensino superior do Brasil a adotar os bacharelados interdisciplinares e vem servindo de modelo e ponto de encontro para as outras universidades que estão interessadas em aderir a este modelo interdisciplinar de ensino.

### Bacharelado em Ciência e Tecnologia (BC&T)

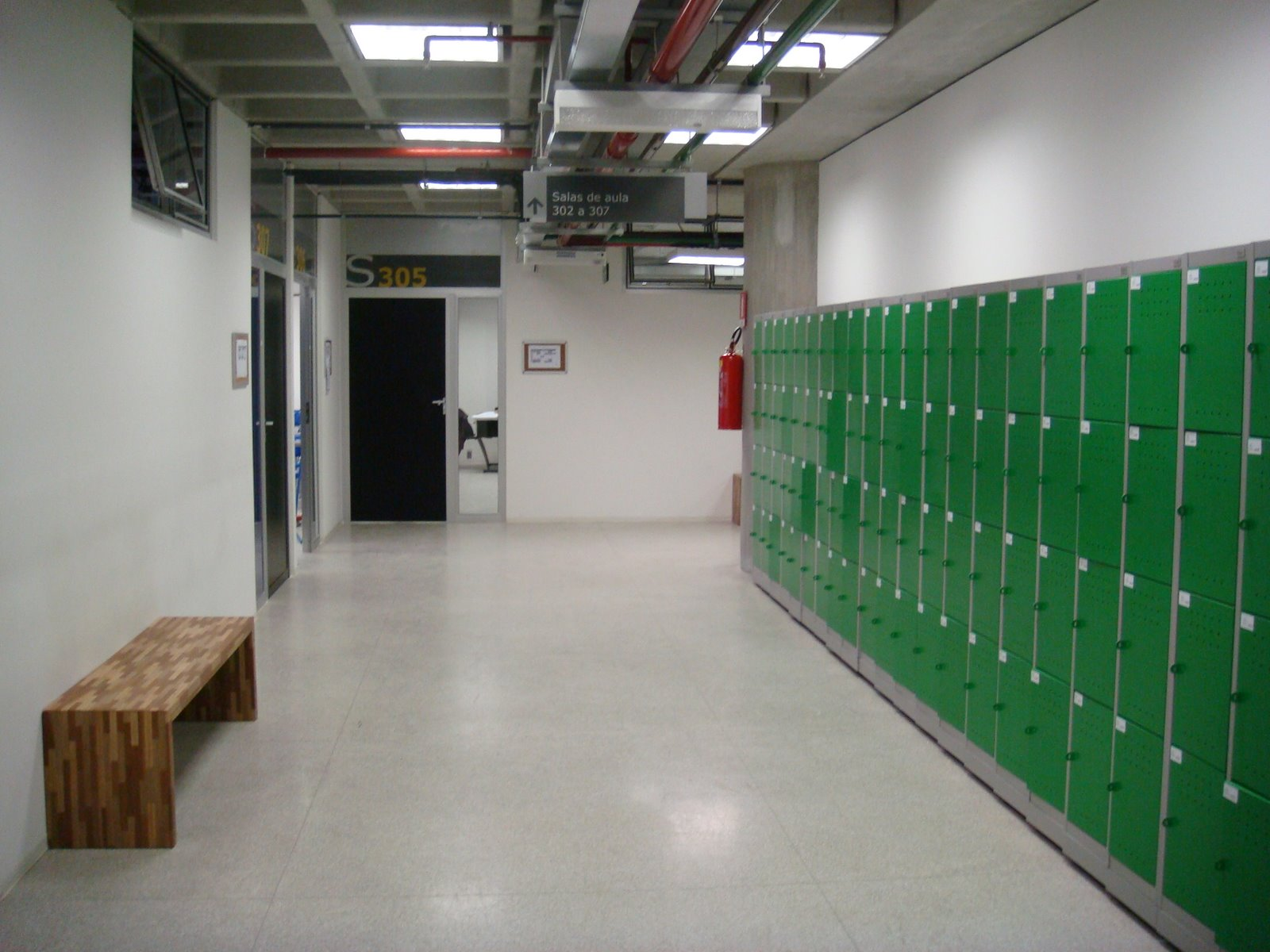
Armários para estudantes em um corredor da UFABC.

No curso Bacharelado em Ciência e Tecnologia os estudantes têm a oportunidade de trabalhar e desenvolver temas interdisciplinares, por meio de uma metodologia que incentiva a postura investigativa, estimula a pesquisa e consequente produção científica, o que propicia os meios necessários para desencadear o processo de aprendizagem contínua no decorrer da sua futura vida acadêmica e profissional.
O Bacharelado em Ciência e Tecnologia da UFABC oferece disciplinas em torno de 6 eixos principais. São eles: Estrutura da Matéria, Energia, Processos de Transformação, Comunicação e Informação, Representação e Simulação, Humanidades e Ciências Sociais Aplicadas. Sendo assim, o bacharel oriundo deste curso tem sólidos conhecimentos nas áreas afins aos 6 eixos apresentados, tais como mecânica, termodinâmica, elétrica, quântica, química, bioquímica, biologia, informática, desenvolvimento de software, álgebra, cálculo e geometria analítica, entre outros.

### Bacharelado em Ciências e Humanidades (BC&H)
O Bacharelado em Ciências e Humanidades é um curso de formação científica geral. A matriz curricular proporciona vivências educativas que deverão resultar em uma forte formação científica e na aquisição de habilidades que permitam ao educando se expressar como um ser que pensa e que tem no pensamento a inspiração para todas as suas formas de conduta. O BC&H é estruturado nos seguintes 5 eixos principais: Relações Sociais, Pensamento e Significado, Civilização e Cultura, Expressão e Corporeidade, e Ciência e Tecnologia. A iniciação nas Ciências Naturais, Formais, Sociais e Filosofia ocorre por meio de aulas didáticas com a participação em grupos de pesquisa colaborativos e na produção de trabalhos através da intervenção em redes de informação, sob a supervisão de um pesquisador sênior. O BC&H busca formar pessoas dotadas de uma perspectiva interdisciplinar de perseguir soluções para problemas, com capacidade de autogerir sua própria carreira de investigação e suficientemente críticas para indagar sobre os limites das respostas encontradas.

### Cursos Pós-BC&T e Pós-BC&H
Todos estudantes formados em ciências exatas e biológicas (engenharias, computação, matemática, biologia, e outras) pela UFABC adquirem conhecimentos não só nas disciplinas básicas das suas especialidades, como também em todas as outras disciplinas básicas oferecidas pela universidade e que devem ser obrigatoriamente cursadas durante o Bacharelado em Ciência e Tecnologia. Assim, todos estes profissionais possuem sólidas bases em química, biologia, física (mecânica, termodinâmica, elétrica, quântica), bioquímica, ciência dos materiais, desenvolvimento de software, eletrônica, etc.
Os estudantes formados em ciências humanas também incrementam sua interdisciplinaridade obtida em disciplinas obrigatórias de áreas como computação, matemática, estatística, estrutura da matéria, cultura, sustentabilidade, economia e sociologia.

#### Novos cursos
Em dezembro de 2024, através de sessão extraordinária do Conselho Universitário da UFABC, foi aprovada a criação de três novos cursos de graduação da UFABC: Licenciatura em Pedagogia; Licenciatura em Educação para as Infâncias, Linguagens e Artes; e Licenciatura em Geografia. Os cursos foram motivados para atender às demandas de professores na Região do Grande ABC, especialmente no caso do curso de Geografia, primeiro a ser oferecido por uma instituição pública e gratuita de ensino superior na região.
A partir de 2025, será ofertado também o curso de Ciência de Dados no campus UFABC Santo André.

#### Ênfases e Concentrações
Alguns cursos da UFABC permitem que os alunos se formem com o certificado de ênfase, se especializando assim em alguma área de aplicação. Para obter algum destes títulos o aluno deverá cursar todo um grupo de disciplinas optativas que correspondem a ênfase desejada.
Outros cursos, permitem que os alunos escolham áreas de concentrações para a sua formação. Neste tipo de especialização os alunos cursam algumas disciplinas, à sua escolha, de um grupo de disciplinas correspondentes à concentração desejada, neste caso não há a emissão de certificados, além do histórico escolar, que atestem a concentração cursada.

#### Opções de Cursos
Cursos disponíveis para ingresso dos alunos após a conclusão do Bacharelado em Ciência e Tecnologia (BC&T) ou do Bacharelado em Ciências e Humanidades (BC&H):

#### BAT e BCSV
Houve projetos sobre a criação do BAT (Bacharelado de Artes e Tecnologia) e do BCSV (Bacharelado em Ciências da Saúde e da Vida), que estariam de acordo com as diretrizes da universidade de fazer um programa interdisciplinar, voltado às artes e à saúde, respectivamente. Todavia, essas propostas foram suspensas e não foram retomadas desde então. 
| Santo André (pós BC&T) - Bacharelado em Ciências Biológicas - Bacharelado em Ciência da Computação - Opções de ênfases: Sistemas Inteligentes, Redes de Computadores e Computação Científica. - Bacharelado em Ciência de Dados - Bacharelado em Física - Opções de ênfases: Física Médica, Engenharia Física e Física dos Materiais. - Bacharelado em Matemática - Bacharelado em Química - Opções de ênfases: Biotecnologia, Combustíveis e Materiais. - Bacharelado em Biotecnologia - Engenharia Ambiental e Urbana - Engenharia de Energia - Opções de ênfase: Sistemas Elétricos de Potência, Fontes de Energia e Planejamento Energético, Sistemas Térmicos e Nuclear - Engenharia de Materiais - Opções de ênfases: Polímeros, Cerâmica, Metais e Materiais Avançados. - Engenharia da Informação - Opções de ênfase: Redes de Informação, Infraestrutura de Comunicações e Processamento Multimídia. - Engenharia de Instrumentação, Automação e Robótica - Opções de ênfases: Robótica, Controle e Automação Industrial, e Instrumentação e Integração de Sistemas Industriais. - Licenciatura em Biologia - Licenciatura em Física - Licenciatura em Matemática - Licenciatura em Química | São Bernardo do Campo (pós BC&T) - Bacharelado em Neurociência - Opções de ênfases: Biológico, Cognitivo e Computacional. - Engenharia Aeroespacial - Opções de ênfase: Dinâmica e Controle, Estruturas Aeroespaciais e Aerodinâmica e Propulsão. - Engenharia Biomédica - Opções de ênfase: Biomateriais e Dispositivos Implantáveis, Instrumentação e Processos para Diagnóstico e Terapia, Biomecânica e Controle Neuromotor, Sistemas Computacionais Aplicados a Ciências da Vida e Engenharia Clínica. - Engenharia de Gestão | São Bernardo do Campo (pós BC&H) - Bacharelado em Políticas Públicas - Bacharelado em Ciências Econômicas - Bacharelado em Filosofia - Bacharelado em Planejamento Territorial - Bacharelado em Relações Internacionais - Licenciatura em Filosofia |

## Ambiente Virtual
Muitas professoras e professores utilizam ambientes virtuais para organizar conteúdos, slides e lista de exercício de cada curso, os sistemas educacionais mais usados são o Moodle e o Tidia, no entanto, alguns docentes preferem colocar os seus conteúdos em suas próprias páginas pessoais na internet.
Existem também plataformas criadas e mantidas por alunos ou ex-alunos da UFABC, sobre as quais cabe destacar as mais utilizadas pelo corpo discente, como a UFABC Next, que é uma plataforma colaborativa, de código aberto (veja o código fonte aqui), que reúne os dados da universidade com objetivo de facilitar a vida do aluno; e a Morar UFABC que é um plataforma com geolocalização de busca auxiliar os o corpo acadêmico da universidade a encontrar locais perto da universidade que estejam oferecendo vagas de moradia para republicas, pensionatos, apartamentos, kitnets e casas.

## Pesquisa
A UFABC é hoje uma universidade federal do país que possui no seu quadro de docentes 100% de professores com o título de Doutor, esta condição ímpar logo se refletiu na qualidade das pesquisas desenvolvidas na instituição, em apenas 3 anos de funcionamento a UFABC foi projetada no primeiro time de universidades brasileiras na área de nanotecnologia pelo edital de bolsistas em produtividade em pesquisa do CNPq, o concurso mais concorrido do país. Seguindo nesta linha, pesquisadores da área de nanotecnologia da UFABC foram capazes de publicar artigos no mais conceituado veículo de publicação sobre Nanotecnologia no mundo, a revista científica Nano Letters.
Além disto, a universidade tem em seu quadro de docentes professores vencedores do Prêmio Capes de Melhor Tese, pesquisadores agraciados com a Comenda e com a Grã-Cruz da Ordem Nacional do Mérito Científico, membros da Academia Brasileira de Ciências, entre outros representantes de algumas das mais prestigiosas organizações científicas nacionais.

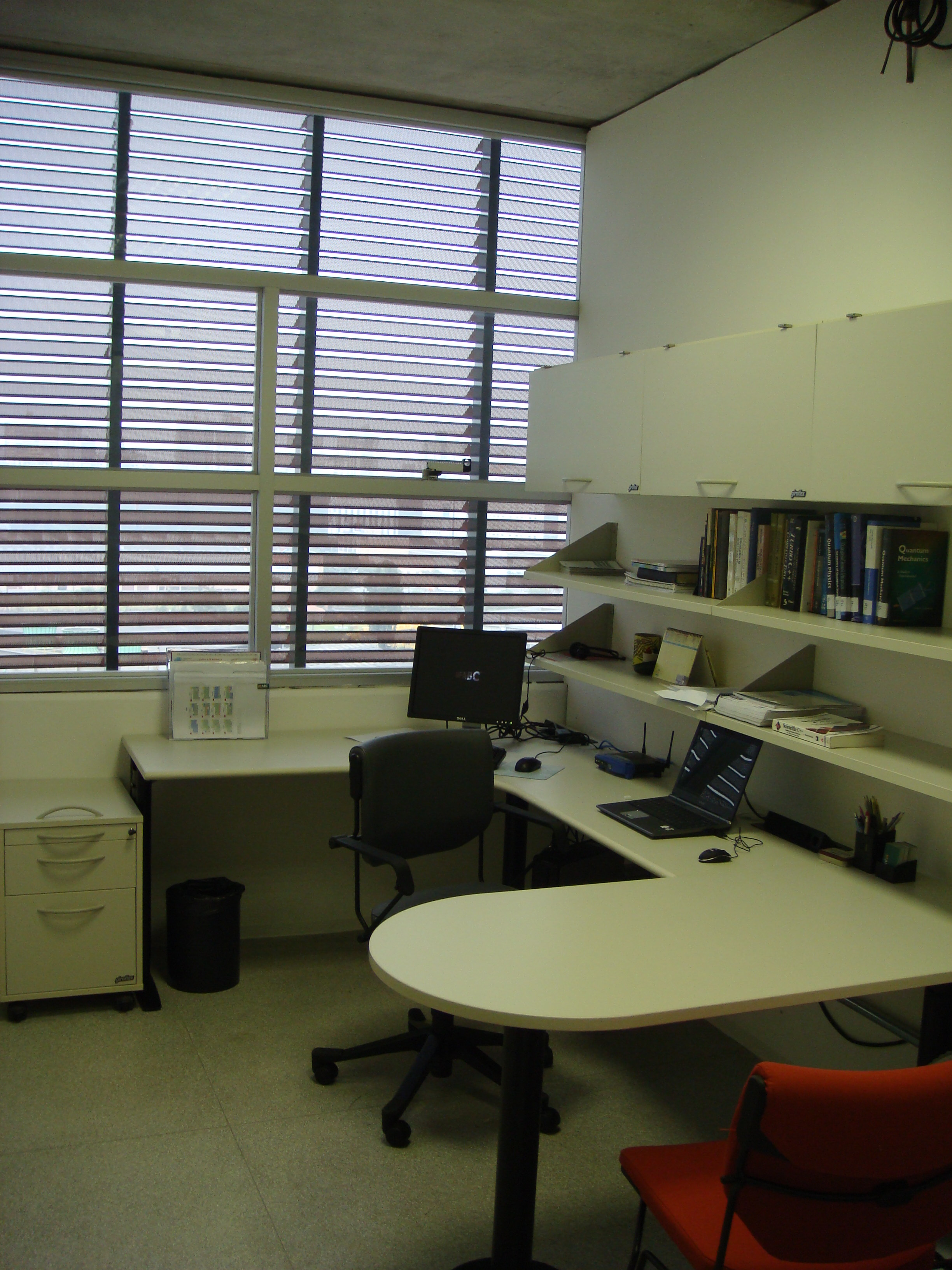
Típica sala de docentes localizada no Bloco B.

A alta capacitação do corpo docente da universidade também fez com que, em março de 2007, a CAPES aprovasse 10 dos 11 pedidos que UFABC fez para a autorização de abertura de cursos de pós-graduação Stricto sensu (Mestrado e Doutorado), um recorde entre todas as universidade brasileiras uma vez que a CAPES aprova, em média, apenas um terço dos pedidos a ela encaminhados e nunca antes tinha aprovado de uma só vez a abertura de tantos cursos de pós-graduação em uma mesma instituição.
Já em 2009, a UFABC foi a terceira demandante de novos projetos de pesquisa junto à Fundação de Amparo à Pesquisa do Estado de São Paulo - FAPESP, atrás apenas da USP e da Unicamp e à frente de todas as outras instituições públicas e privadas do Estado de São Paulo, nada mal para uma universidade que recém criada e que iria crescer mais 200% nos 2 anos seguintes, contando-se aí somente o campus de Santo André.
A UFABC também participa hoje de diversos projetos de pesquisa importantes no mundo, entre eles, pode-se destacar a presença da universidade no maior projeto científico de todos os tempos, o Grande Colisor de Hádrons (LHC) da Organização Europeia para a Investigação Nuclear (CERN) que está operando o maior acelerador de Partículas já construído e também no Experimento DZero do Fermi National Accelerator Laboratory (Fermilab) do Departamento de Energia dos Estados Unidos que realiza pesquisas sobre a estrutura básica da matéria no segundo maior acelerador de partículas do mundo. Também, pode-se destacar a presença da universidade na primeira missão espacial brasileira ao espaço profundo, a Missão Aster, da Agência Espacial Brasileira, que prevê o lançamento de uma sonda espacial em 2015.
Além dos citados acima, a UFABC possui hoje pesquisas concluídas ou em andamento com diversas instituições nacionais de pesquisa tais como: o COPPE-UFRJ, o Instituto Nacional de Pesquisas Espaciais, a Agência Espacial Brasileira, a Central Nuclear de Angra, a Rede Nacional de Ensino e Pesquisa (RNP), a UNICAMP, a Unifesp, a USP, a UFSCar, o Laboratório Nacional de Luz Síncrotron (LNLS), o Instituto de Estudos Avançados do Comando-Geral de Tecnologia Aeroespacial (IEAv-CTA), a Eletronuclear, o Instituto de Pesquisas em Células Tronco (IPCTRON), o Laboratório Nacional de Computação Científica (LNCC), o Centro Tecnológico da Marinha (CTMSP), o Instituto Nacional de Ciência e Tecnologia para Comunicações Ópticas (FOTONICOM), o ICMC-USP, a Sociedade Brasileira de Biofísica, a UFRGS, a UNIFEI, e a UNIFENAS.
E também com institutos internacionais de pesquisa como o Max Planck Institute (Alemanha), a Université Paris-Sud 11 (França), o National Acoustic Laboratories (Australia), o Observatório Pierre Auger (Argentina), o National Institute for Materials Science (Japão), a University of Texas System (Estados Unidos), a Universidade do Algarve (Portugal) e a Universidade de Coimbra (Portugal).

### Pesquisa na Graduação

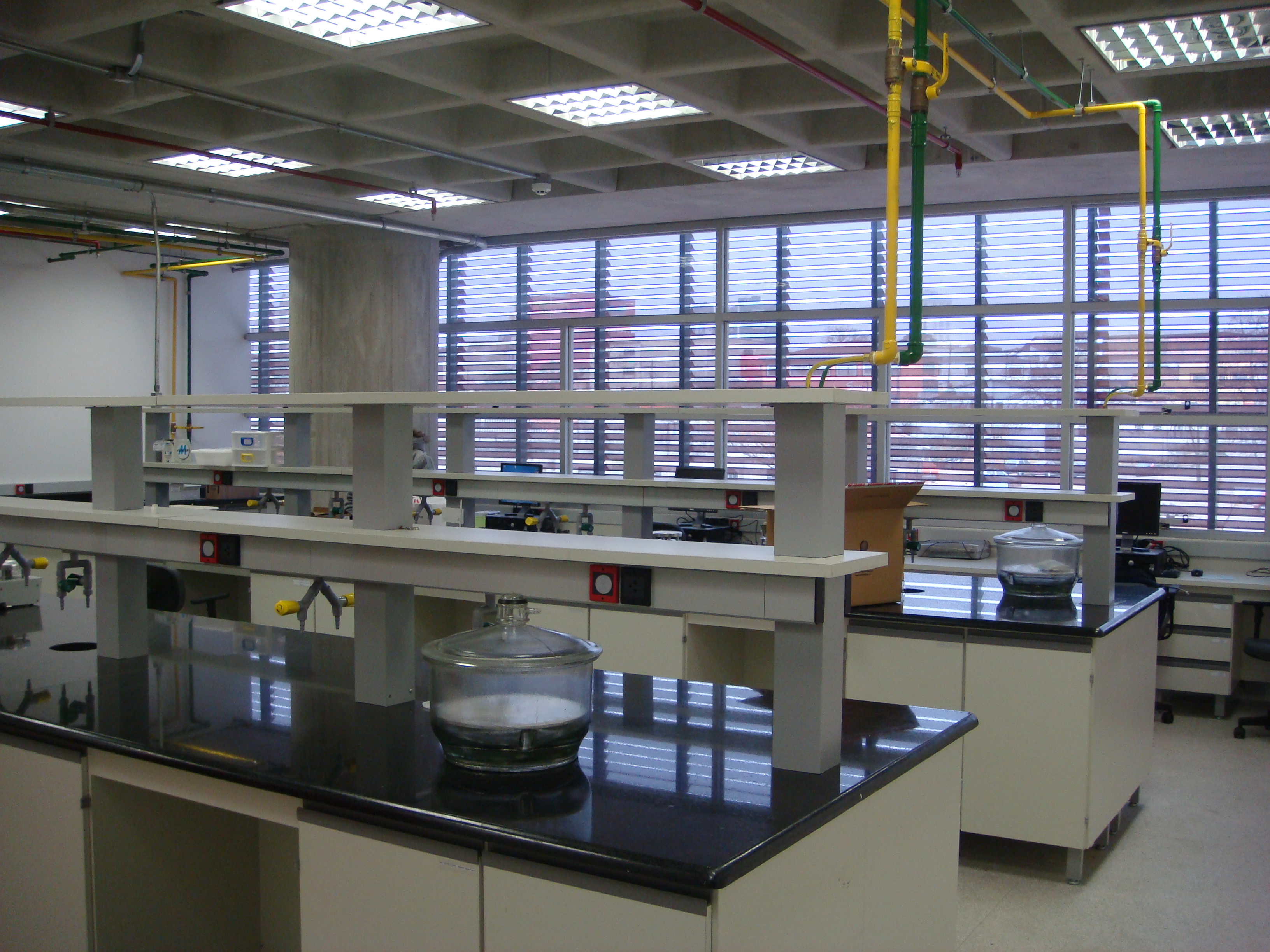
Laboratório (seco) didático na UFABC.

Desde os primeiros contatos com a universidade, os alunos da UFABC são encorajados a participarem de projetos científicos de ponta, para isto, a instituição criou o inovador programa PDPD ("Pesquisando Desde O Primeiro Dia") onde alunos do primeiro ano da graduação participam de projetos de iniciação científica de caráter multidisciplinar financiados pela própria instituição e orientados por doutores desta.
Além deste programa, os alunos dos demais períodos da universidade podem pleitear participação em programas de iniciação científica com financiamentos de diversos órgãos como o Programa Institucional de Iniciação Científica, PIC-UFABC, e o PIBIC-UFABC, financiados com recursos da própria UFABC. Há também o PIBIC-CNPq, financiado com recursos do Conselho Nacional de Desenvolvimento Científico e Tecnológico - CNPq e o PIBIC-Ações Afirmativas, programa piloto lançado e financiado na UFABC pelo CNPq que prevê o desenvolvimento de pesquisas de iniciação científica por alunos de graduação bolsistas que tenham entrado na universidade pelo sistema de ações afirmativas (cotas). Também, os alunos da universidade ainda podem contar com bolsas de pesquisa de diversas outras instituições, como a FAPESP e a ANP.
A UFABC conta também com diversas oportunidades para os alunos de graduação participarem de projetos de Iniciação a Docência e projetos de Extensão Universitária.
Além destas, a universidade instituiu uma Bolsa Auxílio - Eventos, que financia a participação dos seus alunos em atividades extracurriculares como a apresentação de trabalhos científicos (por exemplo, trabalhos de alunos de graduação aprovados em congressos internacionais) e a ida a eventos tecnológicos e acadêmicos, como a Campus Party.

### Infraestrutura para a Pesquisa

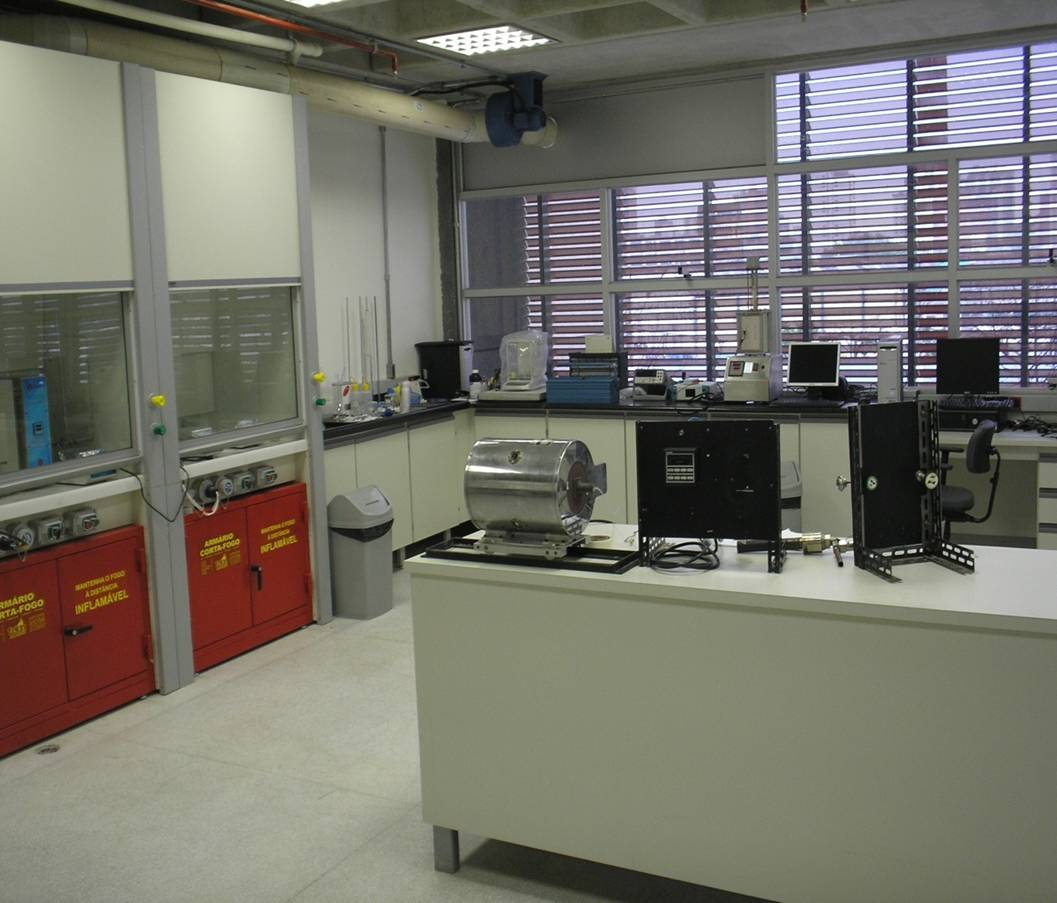
Um dos laboratórios de ciência dos materiais da UFABC.

A Universidade Federal do ABC conta hoje com uma das mais modernas infraestruturas para pesquisa existente no Brasil.
Entre a moderna aparelhagem com que conta a universidade, podemos encontrar no campus de Santo André equipamentos tais como:
Microscópio de força atômica e Tunelamento, Dicroísmo circular, Analisador Elementar, Ressonância Paramagnética Eletrônica, Espectrofotômetro de Absorção Atômica de Alta Resolução, Espectrofotômetro Fotodiodo Ultravioleta-Visível, Cromatógrafo Gasoso, Espectrômetro de Emissão Atômica, Espectrofotômetro Infra-Vermelho, Potenciostato/ Galvanostato, Centrifuga de Supervelocidade Refrigerada, Espectrofotômetro de Absorção e Emissão Atômica Para Análises Multielementares, Cromatógrafo Gasoso Acoplado ao Detector de Massas, Sistema de Cromatografia Líquida, Microscópio Eletroquímico Modular, Espectrofotômetro de Fluorescência, Ressonância magnética Nuclear, Analisador Dinâmico Mecânico, Calorímetro Exploratório de Varredura, Análise Termogravimétrica, Microscópio óptico, Cromatógrafo líquido acoplado ao espectrômetro de massas com detector de massas, Microscópio Eletrônico de Varredura, Difratômetro de Raios-X, Túnel de vento e Túnel de vento supersônico.
A universidade conta hoje com um sistema de empréstimo de NetBooks à alunos da graduação, possibilitando assim que alunos sem computadores possam ter uma máquina disponível 24 horas por dia para fins acadêmicos, os NetBooks ficam sob responsabilidade dos alunos durante todo um quadrimestre, permitindo, inclusive, que os mesmos sejam levados para a casa do estudante. Dentro do campus da instituição existe também uma rede de internet sem fio (wireless) de alta velocidade de uso gratuito pelos estudantes.
A UFABC conta também com o mais potente supercomputador de memória compartilhada da América Latina, um Altix 4700 foi adquirido dá empresa Silicon Graphics e vem sendo utilizado para pesquisas onde a capacidade de memória compartilhada na máquina deve ser a máxima possível.
Além disso, a UFABC conta com duas redes de computadores de alto desempenho, formando clusteres. O Cluster Cromo UFABC entrou em operação em junho de 2007 e é um projeto financiado pela FAPESP e pelo CNPq, já o Cluster Bull Novascale UFABC é um projeto financiado pela CAPES.

### Biblioteca

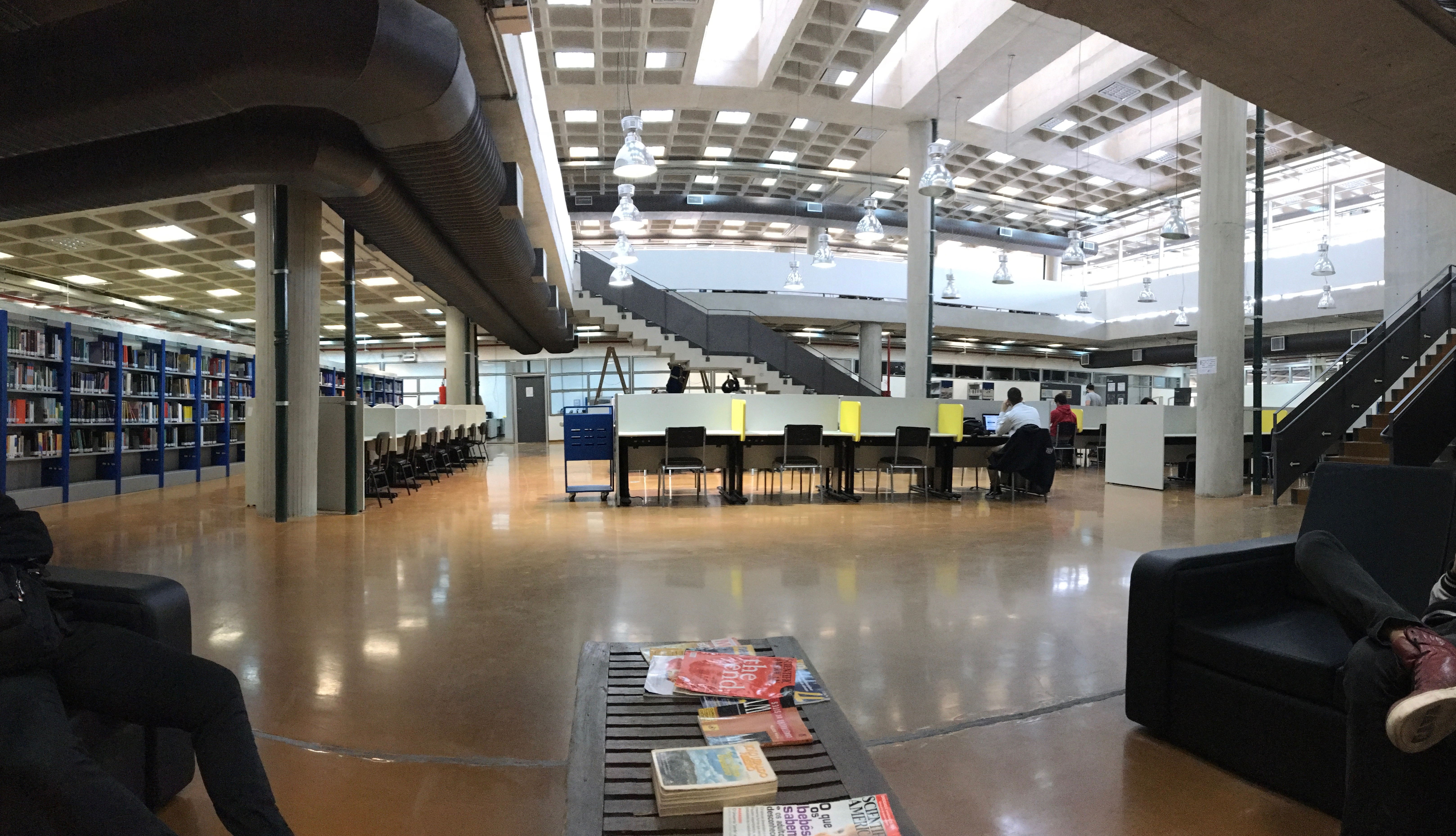
Biblioteca do Campus Santo André

Na Biblioteca da instituição, encontra-se um acervo composto de títulos que servem como referência básica das disciplinas de graduação e de pós-graduação além de livros avançados referentes a cada linha de pesquisa da universidade.
O site da Biblioteca da UFABC disponibiliza diversos serviços tais como consultas ao acervo e renovação de empréstimos de livros. Também estão disponíveis a lista de aquisições do mês e os artigos recentemente publicados em periódicos científicos pelos pesquisadores da universidade.
Além disto, o site da Biblioteca da UFABC é integrado ao Twitter através da plataforma Twitter @AnyWhere o que permite interação entre os diversos usuários do sistema.

## Ensino de Pós-Graduação

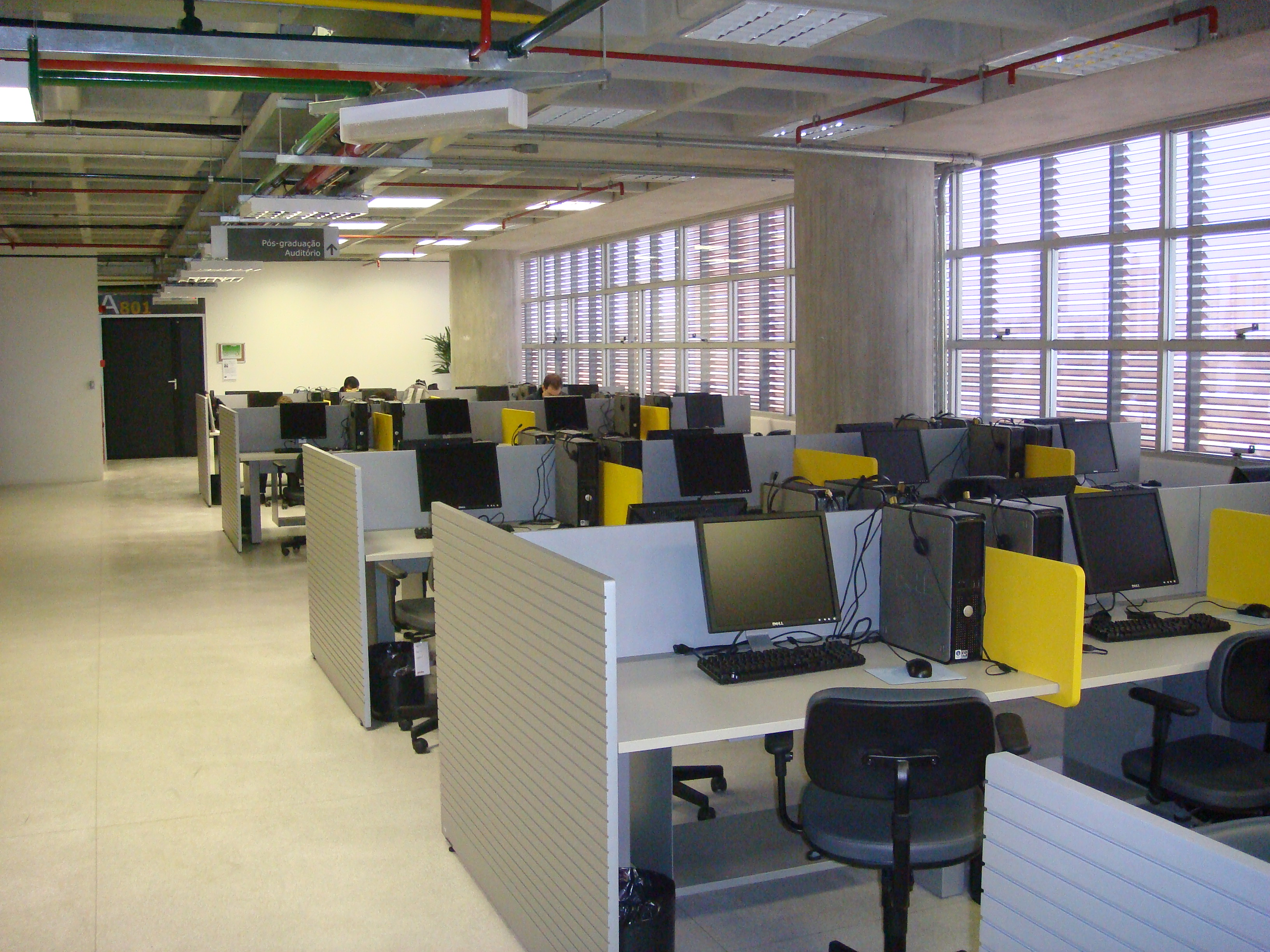
Computadores utilizados pelos alunos dos cursos de pós-graduação (Mestrado/ Doutorado) da UFABC.

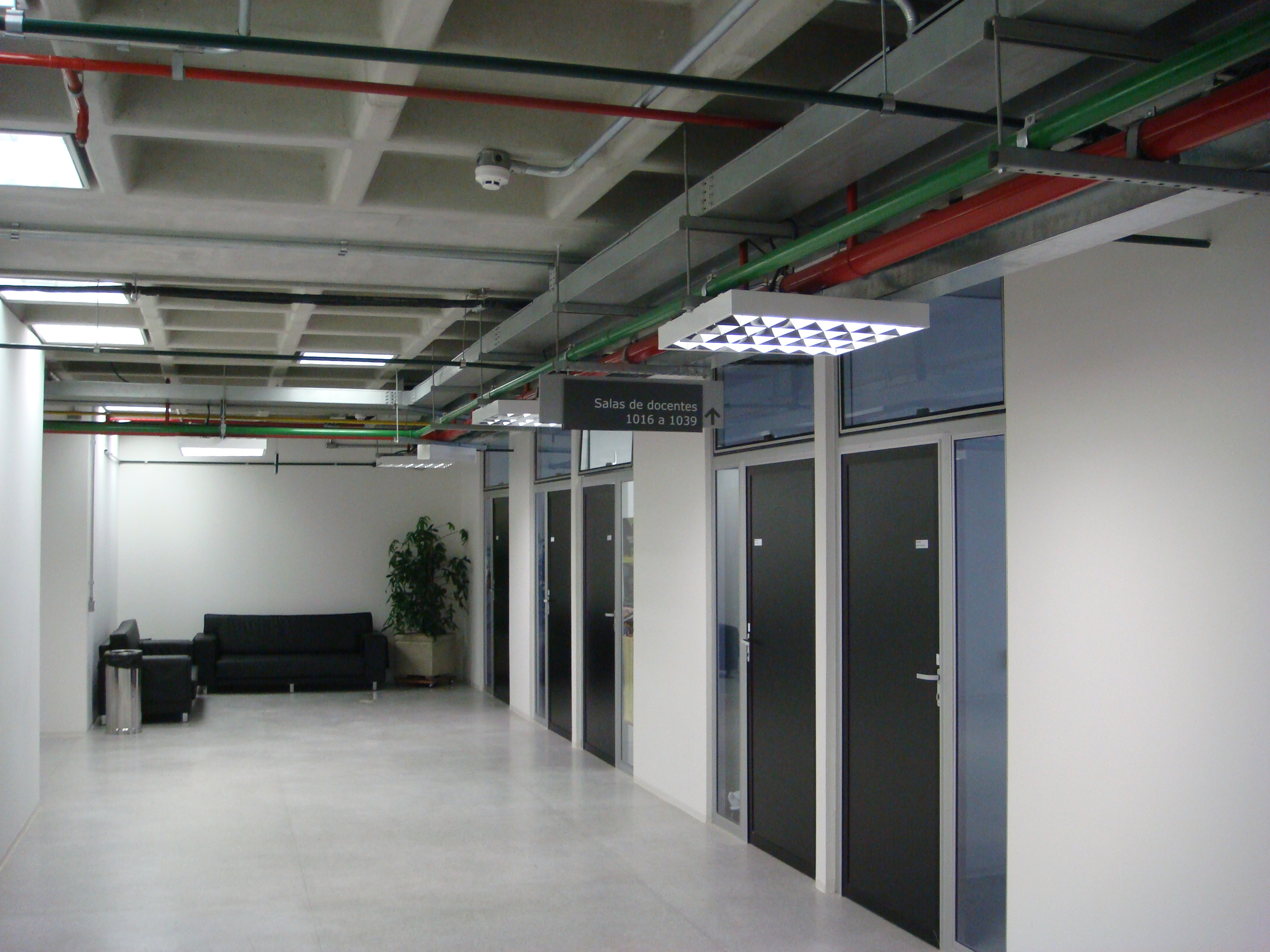
Vista de um dos corredores do Bloco B.

A UFABC conta com diversos cursos de pós-graduação stricto sensu (Mestrado e/ou Doutorado) aprovados pela Capes. São eles:
- Biossistemas (Mestrado e Doutorado)
- Biotecnociência (Mestrado e Doutorado)
- Ciência da Computação (Mestrado e Doutorado)
- Ciência e Tecnologia / Química (Mestrado e Doutorado)
- Ciência e Tecnologia Ambiental
- Ciências Humanas e Sociais (Mestrado e Doutorado)
- Dispositivos e Instrumentação (Mestrado e Doutorado)
- Engenharia Biomédica (Mestrado e Doutorado)
- Engenharia de Produção (Mestrado e Doutorado)
- Engenharia e Gestão da Inovação (Mestrado)
- Energia (Mestrado e Doutorado)
- Engenharia Elétrica (Mestrado e Doutorado)
- Engenharia da Informação (Mestrado)
- Engenharia Mecânica (Mestrado)
- Ensino, História e Filosofia das Ciências e Matemática (Mestrado)
- Evolução e Diversidade (Mestrado e Doutorado)
- Física (Mestrado e Doutorado)
- Matemática (Mestrado e Doutorado)
- Nanociência e Materiais Avançados (Mestrado e Doutorado)
- Neurociência e Cognição (Mestrado e Doutorado)
- Planejamento e Gestão do Território (Mestrado e Doutorado)
- Políticas Públicas

## Escola Preparatória da Universidade Federal do ABC
Desde 2010 a UFABC vem oferecendo um curso preparatório pré-vestibular voltando ao ENEM, gratuito para alunos da rede pública da Região do Grande ABC. Atualmente como um programa permanente de extensão vinculado à Pró-Reitoria de Extensão e Cultura, atende cerca de 650 alunos por ano.
Neste curso, são ministradas aulas de segunda à sexta por estudantes de graduação e pós-graduação da instituição e estas são complementadas aos sábados com atividades culturais, aulões, atividades em laboratório e palestras de professores da UFABC. O corpo docente da Escola Preparatória é formado por cerca de 50 bolsistas vinculados à Pró-Reitoria de Extensão e Cultura e cerca de 40 voluntários.

## Seleção de Estudantes
As primeiras três turmas da UFABC foram formadas através de processos seletivos do tipo vestibular que foram aplicados para a entrada dos alunos que vieram a se matricular na instituição nos anos de 2007 a 2009.
A partir de 2010 a seleção de novos estudantes passou a ser feita exclusivamente através do ENEM (que havia sido reestruturado no ano anterior para se tornar um sistema de seleção confiável para a maioria das universidades públicas brasileiras). A universidade optou por utilizar o novo ENEM como forma de ingresso para tornar seu processo seletivo nacional, atraindo jovens talentos de todo o Brasil e aumentando assim o nível das novas turmas. Notícias que mostraram o curso de Bacharelado em Ciência e Tecnologia da UFABC como o curso mais procurado entre todos do país no Sistema de Seleção Unificado (SiSU) do MEC nos anos de 2010 e 2011 apontam que este objetivo foi cumprido.
Uma característica marcante que define a forma de ingresso diferenciada abordada pela UFABC é a reserva obrigatória de 50% das vagas de todos os seus cursos em ambos os turnos (manhã e noite) para políticas afirmativas (candidatos cotistas). São considerados cotistas os candidatos que cursaram o Ensino Médio em escolas públicas, bem como os que se autodeclararam indígenas e afrodescendentes.

## Infraestrutura
A Universidade Federal do ABC conta com modernas instalações nas cidades de Santo André (SP) e São Bernardo do Campo (SP).

### Centros e Núcleos

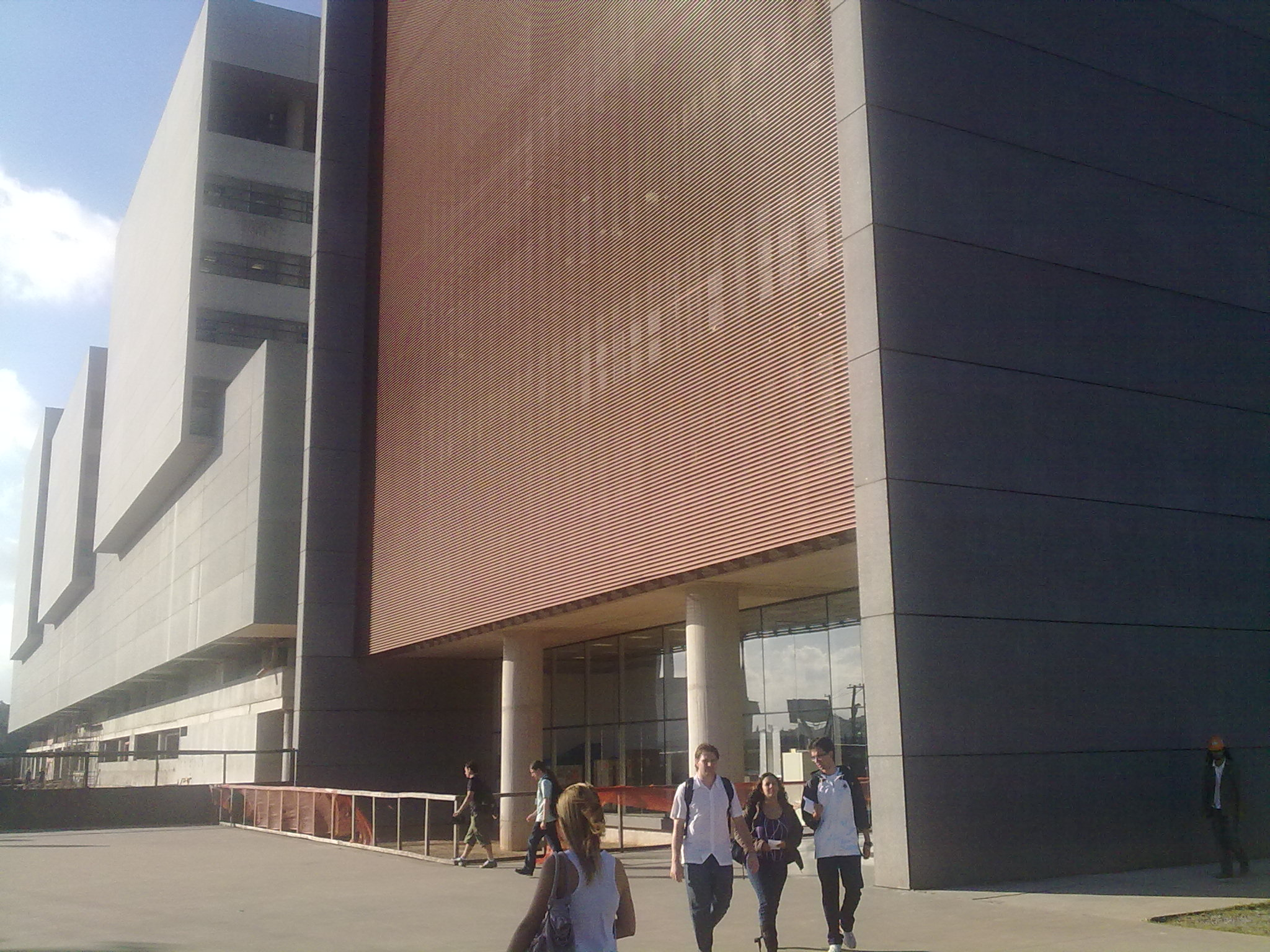
Vista da entrada principal do Bloco B.

Para facilitar e intensificar a dinâmica interdisciplinar na UFABC a universidade aboliu o sistema de "departamentos" e "faculdades" existentes em outras universidades brasileiras. Na UFABC, todos os professores são vinculados a um de três grandes Centros Interdisciplinares:
- CMCC - Centro de Matemática, Computação e Cognição;
- CECS - Centro de Engenharia, Modelagem e Ciências Sociais Aplicadas;
- CCNH - Centro de Ciências Naturais e Humanas.

Além destes, os professores podem se associar aos Núcleos Interdisciplinares vinculados à reitoria existentes na UFABC:
- NCSC - Núcleo de Cognição e Sistemas Complexos;
- NCTS - Núcleo de Ciência, Tecnologia e Sociedade;
- NUVEM - Núcleo de Universos Virtuais, Entretenimento e Mobilidade;
- NBB - Núcleo de Bioquímica e Biotecnologia;
- NEEDDS - Núcleo de Estudos Estratégicos sobre Democracia, Desenvolvimento e Sustentabilidade;
- NINA - Núcleo Interdisciplinar de Neurociência Aplicada;
- NNANOMED - Núcleo de Nanomedicina.

Além destes, existem na UFABC órgãos como a Reitoria, Pró-reitorias, Assessoria de Relações Internacionais, Núcleo de Tecnologia da Informação e Núcleo de Inovação Tecnológica, além de diversas secretarias e inúmeros Grupos de Pesquisas.

### Campus de Santo André

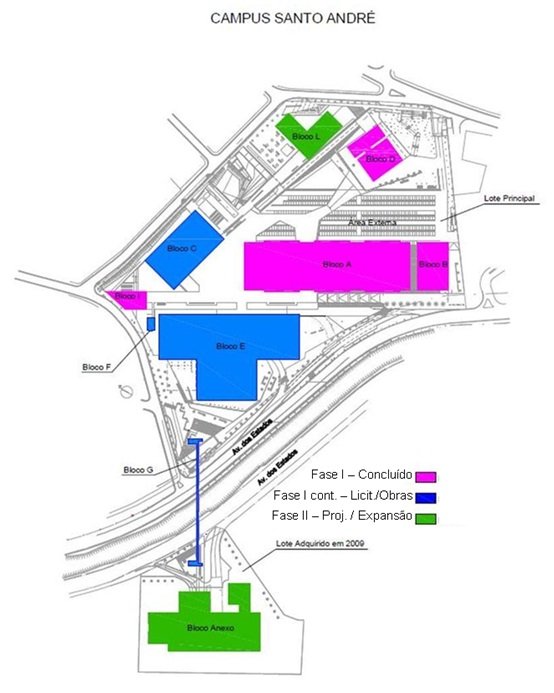
Esquematização do Campus de Santo André.

O projeto do Campus Santo André da UFABC previu a construção de 6 blocos, num total de 96 409,03 m² de área construída no campus sede da universidade, além do estacionamento. Os blocos são:
- Bloco A - Área total construída: 39 426,07 m².

Edifício Administrativo e Acadêmico, com 3 torres, contendo: Reitoria, 26 Salas de Aula, 18 Auditórios, 58 Laboratórios Didáticos e de Pesquisa, biblioteca, salas de estudos, salas de docentes e Áreas Administrativas. Cada Torre foi destinada a um Centro, ficando na Torre 1 o Centro de Engenharia, Modelagem e Ciências Sociais Aplicadas – CECS (10 andares), na Torre 2 o Centro de Matemática, Computação e Cognição – CMCC (8 andares) e na Torre 3 o Centro de Ciências Naturais e Humanas – CCNH (9 andares).
- Bloco Anexo* - Área construída: 26 500,00 m².

Edifício Administrativo e Acadêmico localizado à outra margem da Av. dos Estados, contendo Laboratórios Didáticos e de Pesquisa - 8 andares, Áreas Administrativas, Salas de Docentes, Áreas de Convivência, Almoxarifados e edifício estacionamento - 4 andares.
- Bloco B - Área total construída: 13 985,32 m².

Edifício Acadêmico com 11 andares que abriga 26 Laboratórios Didáticos e de Pesquisa, 24 Salas de Aula, Salas de Docentes, Pós-graduação e áreas administrativas.
- Bloco C - Área construída: 9 738,11 m².

A Praça do Sol abriga o Bloco Cultural composto por biblioteca com capacidade de abrigar cerca de 100 mil títulos, além de livraria, salas de estudo e leitura. Contém ainda um teatro/auditório, para 584 lugares (o maior teatro de toda a Região do ABC), e 03 outros auditórios para 158 lugares cada.
- Bloco D - Área construída: 1 725,25 m².

A Praça da Memória abriga o Restaurante Universitário com cozinha industrial e refeitório para receber até 10 mil usuários por dia, além de lanchonete.
- Bloco E - Área construída: 10 300,00 m².

O Bloco Esportivo conta com uma quadra poliesportiva coberta e arquibancadas para 580 lugares, 02 quadras poliesportivas descobertas e piscina semiolímpica e infraestrutura para os usuários.
- Bloco F - Área construída: 1 126,45 m².

A Praça do Relógio abriga a Torre do Relógio, provedor de água para toda a Universidade, e referência visual para o campus e para a cidade, conterá Relógio, Mirante (76m de altura) e Reservatório de água.
- Bloco L - Área construída: 12 200,00 m².

Bloco que atende parte da demanda por Laboratórios de Pesquisa.
Marcados com *: em construção.
A autoria do projeto do Campus Santo André é da Libeskindllovet Arquitetos e a construção da obra ficou a cargo das Construtoras Augusto Velloso, Construtora Hudson, Construtora Projeção Engenharia, e Construtora Esteto Engenharia.
Além destes 6 blocos principais localizados entre a Avenida Dos Estados e Rua Santa Adélia, em  Santo André, a UFABC também possui um prédio com laboratórios didáticos, salas de informática e salas de aula localizado na Avenida Atlântica, bairro Valparaíso (onde se localizam a sede e os biotérios do Núcleo de Cognição e Sistemas Complexos (NCSC) e do Laboratório de Nanotecnologia do Petróleo (Nanopetro), e uma sede administrativa na Rua Catequese, Bairro Jardim, ambos em Santo André.

### Campus de São Bernardo do Campo

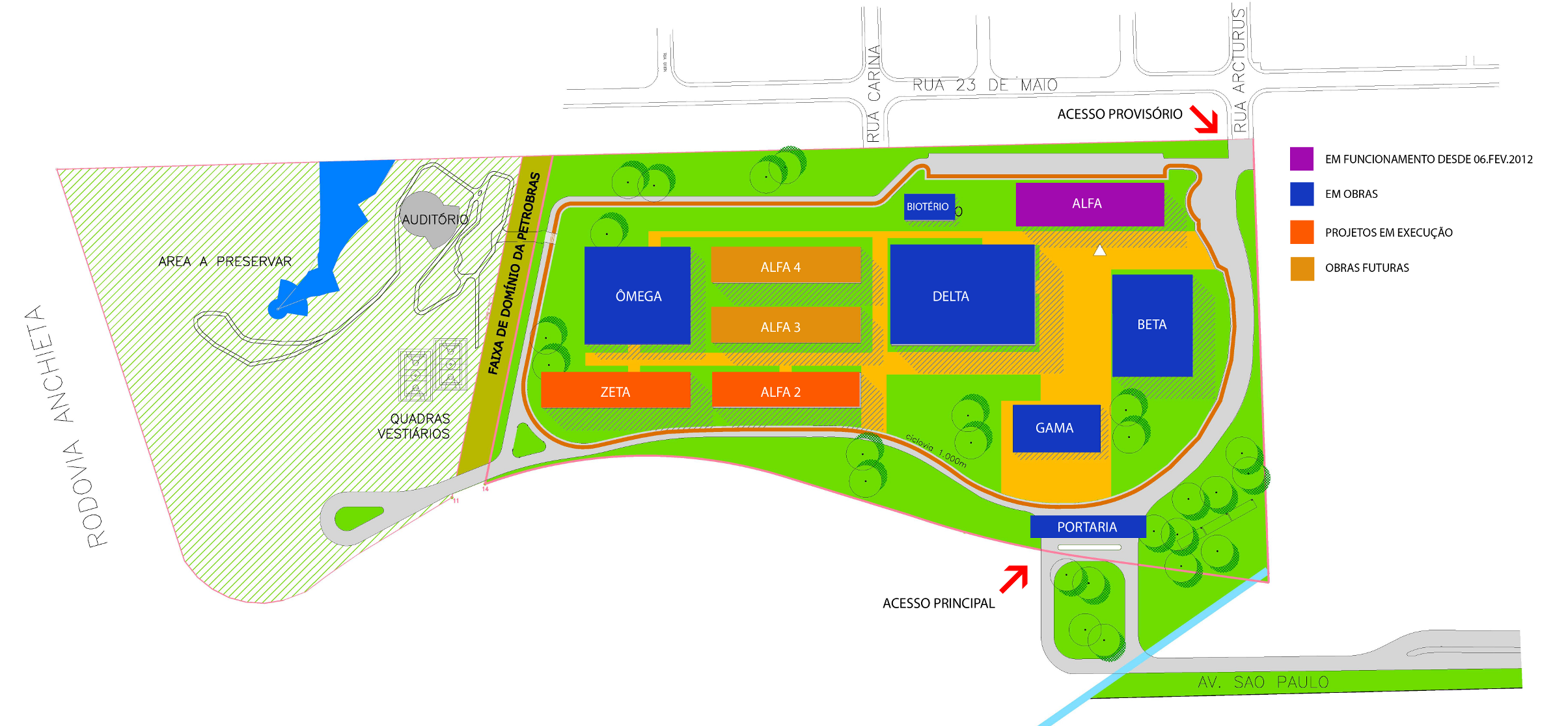
Esquematização do Campus de São Bernardo do Campo.

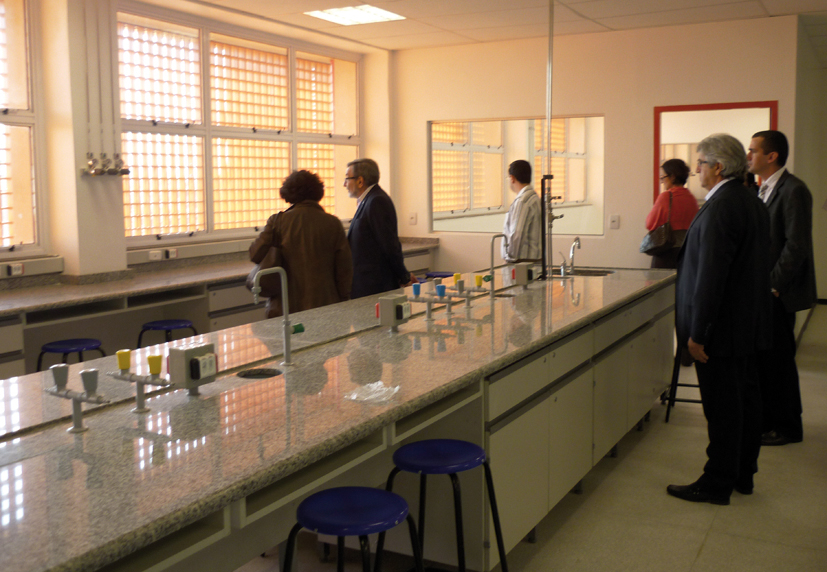
Reitor e vice-reitor da UFABC visitam laboratório no Bloco Alfa da UFABC entregue em agosto de 2011 pela construtora.

No dia 25 de agosto de 2009 o presidente Lula, acompanhado da primeira-dama, Marisa Letícia, do ministro da educação, Fernando Haddad, do prefeito de São Bernardo do Campo, Luiz Marinho, do vice-prefeito, Frank Aguiar, e do senador do estado de São Paulo, Aloisio Mercadante, lançou a pedra fundamental do campus da UFABC da cidade de São Bernardo do Campo.
O Campus São Bernardo do Campo da UFABC foi concluído em 2013 e também conta com 8 blocos, além do estacionamento:
- Bloco Alfa - Área construída: 3 846,87 m².

Edifício Acadêmico contendo 04 pavimentos com 12 salas de aula, 06 Laboratórios Didáticos, 04 laboratórios de informática, 02 salas de estudos e Áreas Administrativas.
- Bloco Alfa 2 - Área construída estimada: 4 628,00 m².

Edifício Acadêmico contendo em seus 04 pavimentos: 37 Salas de Aula com 40 lugares, 03 laboratórios de informática, 02 salas de estudos e Áreas Administrativas.
- Bloco Beta - Área construída: 4 279,00 m²

Bloco Cultural e Administrativo com 03 andares, que abriga 04 anfiteatros com 119 lugares cada, e 01 auditório de 400 lugares. Contém também biblioteca com capacidade de até 70 mil títulos, videoteca, mapoteca, hemeroteca, salas de estudo e leitura. Este bloco abriga a principal estrutura administrativa do Campus SBC.
- Bloco Gama - Área construída: 1 421,00 m².

Abriga o Restaurante Universitário, cozinha industrial e refeitório para até 6 mil usuários por dia. Também possui estrutura para os setores de manutenção e serviços.
- Bloco Delta - Área construída: 11 180,00 m².

Edifício Acadêmico com 04 pavimentos contendo: editora, reprografia e distribuição, data-center, salas técnicas, 01 auditório para 76 lugares, estúdio de gravação e multimídia, 117 salas de docentes, 02 salas para professores visitantes, 28 laboratórios de pesquisa além de Áreas Administrativas.
- Bloco Épsilon* - Portaria central.
- Bloco Ômega - Área construída: 2 952,00 m².

Edifício Acadêmico que oferecerá: câmaras anecoicas, 28 laboratórios de pesquisa, jardim interno e Áreas Administrativas.
- Bloco Zeta - Área construída: 5 870,87 m².

Abrigará o CT INFRA, com parte dos 32 Laboratórios Didáticos e de Pesquisa previstos no prédio, além de 08 salas de aula.
- Bloco Sigma - Localizado fora do campus universitário, no centro de São Bernardo do Campo, abriga salas de aula, laboratórios didáticos e quadra poliesportiva.[86]

Marcados com *: em construção.
A autoria do projeto é da Benno Perelmutter Arquitetura e Planejamento e a construção da obra ficou a cargo das Construtoras Geribello Engenharia, Semenge Engenharia e Empreendimentos, JWA Construção e Comércio, e Construtora Hudson.

## Integração Universidade-Empresas
O Conselho de Ensino e Pesquisa (Consep) da UFABC publicou no ano de 2010 uma resolução na qual realizava uma chamada pública à empresas e indústrias interessadas em firmar convênios de estágio com a universidade de maneira a possibilitar que os alunos desta pudessem realizar estágios profissionais em tais firmas. Atendendo ao chamado da universidade favorecida pela posição geográfica em um grande polo industrial histórico do Brasil (ver Região do Grande ABC) e ao lado do principal centro econômico da América Latina (ver Região Metropolitana de São Paulo), e em reconhecimento à excelência da formação acadêmica provida por esta, mais de 100 empresas firmaram convênio com UFABC ainda no ano de 2010 possibilitando, assim, a atuação dos alunos desta em diversas organizações. Entre tais empresas encontram-se hoje nomes como: IBM, Banco Itaú, Nestlé, Organizações Globo, General Motors (GM), Ford, Siemens, Honda, Sun Microsystems, Pirelli, BASF, Accenture e diversas outras empresas nacionais ou multinacionais.

### Estágios Durante os Bacharelados Interdisciplinares
Durante os bacharelados interdisciplinares, BC&T e BC&H, não se prevê a realização de estágio obrigatório, porém a UFABC reconhece nessa atividade uma oportunidade do aluno complementar sua formação e de ajuda para as escolhas profissionais.

### Estágios Durante os Demais Bacharelados e Engenharias
Durante a graduação em alguns dos cursos de bacharelado de formação específica da instituição, tais como o bacharelado em Ciências Biológicas (Biologia) ou em Ciência da Computação, o aluno deve obrigatoriamente optar por realizar um estágio profissional em alguma empresa que atue na sua área de formação específica ou, realizar um projeto final de curso de cunho científico. Aqueles que optarem pelo estágio profissional deverão realizá-lo em alguma das empresas conveniadas com a UFABC. Ainda, em alguns cursos, como o Bacharelado em Neurociência, o estágio profissional é obrigatório.
Durante a graduação em algum dos cursos de Engenharia da universidade o estágio profissional em alguma das empresas conveniadas é obrigatório, devendo todos os alunos realizar o estágio orientado durante um certo período (cuja duração mínima geralmente varia de 2 a 3 quadrimestres).

## Esportes
As atividades esportivas da Universidade são organizadas pela Associação Atlética Acadêmica CAAP (CAAP), com sede no campus de São Bernardo do Campo e pela Associação Atlética Acadêmica XI de Setembro (AXIS), com sede no campus Santo André.
A Universidade Federal do ABC é lar de medalhistas olímpicos, um deles é o aluno de Bacharelado em Ciências e Tecnologia Felipe Wu que conquistou a medalha de prata em Tiro esportivo nos Jogos Olímpicos de Verão de 2016. E a outra medalhista é Verônica Hipólito, aluna de Bacharelado em Ciências e Humanidades detentora da medalha de prata nos 100 metros rasos e medalha de bronze nos 400 metros rasos dos Jogos Paraolímpicos de Verão de 2016.

### Associação Atlética Acadêmica CAAP
A  A.A.A. CAAP antigamente conhecida apenas como CAAP (Central Acadêmica de Atividades Poliesportivas) foi fundada em 2013, após a percepção de uma necessidade de incluir os estudantes do campus São Bernardo do Campo, não antes representados, nas decisões e atividades esportivas; foi reconhecida em agosto de 2018 pelo reitor Dácio Roberto Matheus como uma entidade da Universidade Federal do ABC (UFABC). 
A  A.A.A. CAAP é a associação atlética acadêmica da UFABC que tem sede no Campus de São Bernardo do Campo e promove eventos e iniciativas em diversos esportes de quadra, campo e areia e também e-sports para a comunidade de ambos os campi (Santo André e São Bernardo do Campo). Assim como a A.A.A. XIS sua diretoria é formada por uma diretoria eleita anualmente pela comunidade acadêmica dos dois campi (Santo André e São Bernardo do Campo). A participação dos estudantes na gestão apresenta-se como uma possibilidade de colocar os conhecimentos em prática através do trabalho voluntário. Aqueles que compõem seu corpo organizacional compõem a chapa eleita no início do ano, ou é absorvido pela entidade por meio de processos seletivos.
As cores da A.A.A. CAAP são: o bordô, o branco, e o preto, devido ao mascote ser um cachorro da raça São-Bernardo. A  A.A.A. CAAP também realiza ainda eventos festivos, garantindo a integração dos novos e velhos alunos da universidade em um ambiente descontraído. As mais populares são: a São-Brejada, a Integrabixo, a Bordoada e a Thai Land.
São modalidades oficias da Associação Atlética Acadêmica CAAP:
Modalidades de quadra:
- Futsal (masculino e feminino);
- Vôlei (masculino e feminino);
- Basquetebol (masculino e feminino);
- Handebol (masculino e feminino)

Modalidades aquáticas:
- Natação (masculino e feminino)

Modalidades de campo:
- Futebol (masculino)

Modalidades de e-sports:
- Counter Strike
- Valorant
- League of Legends
- Teamfight Tactics
- League of Legends - Wild Rift
- Rainbow Six
- Street Fighter
- EA FC
- Clash Royale
- Overwatch

Modalidade de areia:
- Beach Tennis (masculino e feminino)
- Futebol de Areia (masculino e feminino)
- Handbeach (masculino e feminino)
- Voleibol de praia (masculino e feminino)

Modalidades de lutas:
- Boxe (masculino e feminino)
- Jiu-jitsu (masculino e feminino)
- Muay Thai (masculino e feminino)
- Karatê (masculino e feminino)
- Krav Maga (masculino e feminino)
- Taekwondo (masculino e feminino)

Atualmente a A.A.A. CAAP participa de alguns campeonatos regulares, como a NDU (Novo Desporto Universitário) um campeonato semestral que reúne as principais associações atléticas do estado de São Paulo ao longo do ano, aLiga Paulista Universitária (LPU) e o Campeonato Paulista Universitária, organizado pela FUPE. 
A  A.A.A. CAAP também já participou também de três edições da Liga Interestadual Universitária (LIU) nas edições de 2019, 2022 e 2023 e já participou do Economíadas como parceiro e convidada da associação atlética da FEA USP.

### Associação Atlética Acadêmica XI de Setembro
Em 2007, um grupo de estudantes deu início à atlética da UFABC, originando-se a A.A.A.XIS (Associação Atlética Acadêmica XI de Setembro) ou simplesmente AXIS. Desde então, se tornou uma das maiores atléticas do ABC Paulista.
Seu nome foi dado em homenagem ao primeiro dia de aula da universidade (11 de setembro de 2006). Hoje a AXIS é uma das entidades estudantis reconhecida pela UFABC, assim como a A.A.A. CAAP. É formada por uma diretoria eleita anualmente pelos discentes e representa os atletas dos dois campi (Santo André e São Bernardo do Campo).
A AXIS começou a aparecer no cenário universitário paulista em 2008, quando participou pela primeira vez do Torneio Semana da Asa, um torneio organizado pelo ITA, e ficaram na terceira colocação geral. No ano seguinte ficaram em primeiro lugar geral na Semana da Asa e participaram também do Intercomp, onde viriam a ser o campeão geral em 2010.
Além de organizar a seleção dos atletas para a disputa de campeonatos interuniversitários, a AXIS também organiza grandes e tradicionais festas, como a Revolução dos Bixos e a CervejAXIS, com o objetivo de arrecadar fundos para auxiliar os esportes da faculdade com material esportivo, uniformes, taxas de arbitragem, etc. Já organizou campeonatos internos para toda a comunidade acadêmica de modalidades como futsal, vôlei, peteca, queimada, etc.
A participação nos treinos para qualquer modalidade esportiva da universidade é aberta e não-obrigatória para qualquer estudante da instituição, seletivas são realizadas para selecionar os melhores atletas nos casos em que o torneio disputado imponha número máximo de participantes ou equipes por universidade.
Atualmente a AXIS participa do NDU (Novo Desporto Universitário), um campeonato que reúne várias atléticas da Grande São Paulo ao longo do ano. A AXIS já participou da TUSCA e do Engenharíadas. A última edição do Engenharíadas, porém, foi em 2018. Além destas, participou de uma edição da Liga Interestadual Universitária (LIU), que reuniu 32 Atléticas de São Paulo e Minas Gerais em um fim de semana repleto de jogos e festas.
A infraestrutura dos campi atualmente conta com duas quadras externas no campus Santo André, uma quadra de areia no campus São Bernardo e um ginásio poliesportivo coberto, inaugurado em 2017.
Há uma torcida organizada da UFABC, a T.O. Tamanduácool, que comparece a alguns jogos e torneios que a AXIS participa, levando bandeirões, instrumentos musicais e até sinalizadores.

#### Mascotes
O mascote da AXIS é um tamanduá-bandeira chamado Teí, tanto o mascote quanto o nome foram homenagens ao rio Tamanduateí, que fica às margens do campus Santo André da universidade. Já o mascote da CAAP é um cachorro São-Bernardo chamado Bernardão, uma dupla homenagem ao nome da cidade e do campus de São Bernardo do Campo.
Sobre outras modalidades e entidades esportivas
Entre outras entidades ligadas aos esportes se destacam também a Infanteria – Bateria UFABC, e o UFABC Cheerleading, que conta com duas equipes de cheerleading atlético (Coed e All Girl), e uma equipe de Cheer Dance. Ambas têm muito prestígio dentro e fora da universidade (Infanteria Tricampeã do Interbatuc em 2011/ 2012/2017 e UFABC Cheer com dezenas de títulos em campeonatos como Cheerfest e Campeonato Nacional de cheerleading). Há também o Rugby que se separou da AXIS em 2013 e fundou-se o UFABC Leprechauns Rugby e o time de futebol americano da faculdade é administrado pelo UFABC Green Reapers.

## Representação Estudantil
O Diretório Central dos Estudantes (DCE) é o órgão de representação dos alunos de graduação da Universidade. A escolha de seus membros ocorre em eleição anual, na qual todos os graduandos têm direito a voto. O Diretório da UFABC foi fundado em 2008, a partir do antigo Centro Acadêmico, e tem como objetivo facilitar a trajetória dos alunos, seja pelo intermédio da solução de impasses com a administração, ou no acompanhamento de projetos que digam respeito a vida acadêmica.
Além do DCE, a UFABC conta com diversas organizações estudantis que representam diversos grupos de alunos. Alguns destes são oficialmente reconhecidos pela universidade enquanto outros contam com a coordenação de apoio de professores e Centros de Ensino específicos, entre eles:
- Atlética: A Associação Atlética Acadêmica XI de Setembro, ou AXIS é a representação estudantil responsável por tratar de todos os assuntos envolvendo os alunos esportistas da UFABC sempre trabalhando próxima ao DCE;[95]
- IEEE UFABC: O Ramo Estudantil UFABC, também conhecido como IEEE UFABC, é o braço acadêmico do IEEE na UFABC. O grupo promove a difusão do conhecimento técnico e científico das ciências exatas. Dentre as suas atividades e conquistas recentes estão a palestra do renomado cientista Miguel Nicolelis, terceiro lugar no Cases of Success in Latin American Regional Meeting of Student Branches em 2012 na Argentina com o projeto STEP, Competição de Robôs da UFABC (que em sua primeira edição foi coordenado pelos estudantes da UFABC vencedores da Competição de Robôs da Campus Party),[96] o curso de Conversação Formal em Inglês, aquisição de um controlador para aeroplano, projeto de reciclagem de material eletrônico, projeto TISP que divulga o ensino de engenharia em escolas de ensino médio[97] e o STEP 2.0. O IEEE UFABC possui capítulos focados em algumas das engenharias da UFABC e um grupo de afinidade para mulheres na engenharia e ciência.
- Associação das Repúblicas: A Associação das Repúblicas da UFABC é o espaço para todos os moradores em repúblicas da UFABC;
- Coro da UFABC:  O Coro da UFABC é composto por alunos, funcionários e pessoas da comunidade. Atualmente é regido pelo Maestro Roberto Ondei, que também rege o Coro da Cidade de Santo André. O projeto é coordenado pela professora Ana Carolina Quirino Simões e pelo assistente em administração Adriano Dierken;
- Comunidade Prisma:  A Prisma é uma comunidade criada para promover a integração do público LGBT da comunidade acadêmica da UFABC e seus amigos;
- Cineclube: O Cineclube da UFABC reúne alunos e professores interessados em assistir e discutir clássicos do cinema;
- Dança de Salão UFABC: A Dança de Salão UFABC é um grupo organizado por alunos que disponibiliza às comunidades acadêmica e externa aulas de diversos ritmos de dança de salão, incluindo forró, sertanejo, zouk, rock soltinho, samba e bolero;
- FETM: A Fraternidade Estudantil São Thomas More (FETM) é um grupo dedicado ao estudos clássicos, com ênfase em literatura, filosofia (especialmente a tradição aristotélico-tomista) e a preservação da tradição. Suas principais atividades incluem grupos de leitura, palestras, a recitação do Terço Mariano em ambos os campi e a prática da caridade. O principal objetivo da fraternidade é o fortalecimento das virtudes de seus membros.
- Grupo de Estudos Bíblicos: No estilo de grupos como IFES e ABUB, há uma breve discussão e reflexão de textos bíblicos;
- Clube de Anime: Espaço cultural e social para os fãs de animação japonesa e mangás;
- GPDA: O Grupo de Pesquisa e Desenvolvimento Aeroespacial é formado por alunos da graduação que procuram colocar em prática os conceitos aprendidos em sala de aula através da pesquisa, projeto e construção de aeronaves. Atualmente o grupo está dividindo em subgrupos relacionados a aviões, foguetes, dirigíveis e materiais aeroespaciais, além de participar das competições SAE Brasil Aerodesign e Baja;
- Grupo de Teatro: O grupo de Teatro da UFABC reúne alunos, professores, funcionários e a comunidade local ou não local apaixonados pela arte de representar;
- Infantaria: Bateria universitária criada em 24 de março de 2009, por alunos que já conheciam a existência de bateria universitárias de outras instituições, nasceu com o objetivo de representar a universidade em diversos torneios universitários,